# 기쓰네

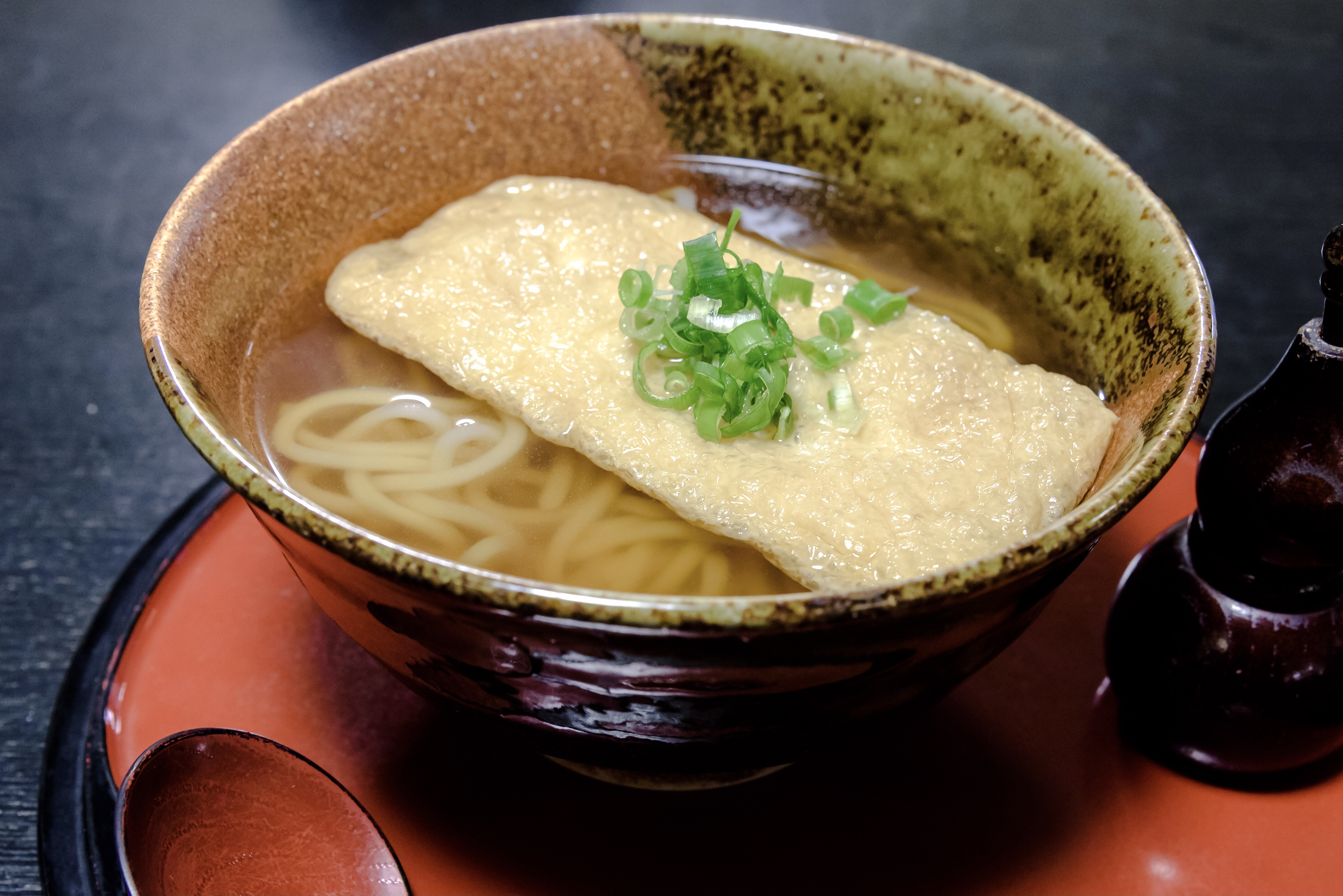
교토의 기쓰네 우동

기쓰네(일본어: きつね)는 일본 요리 중 하나로, 유부를 넣은 우동이다. 기쓰네는 일본어로 여우를 뜻한다. 일본 설화에 따르면 여우가 유부를 좋아하기 때문에, 여우가 좋아하는 유부를 얹은 요리라 해서 여우 우동이 되었다고 한다.